# Nueva Jerusalén, Chilón
Nueva Jerusalén är en ort i Mexiko.   Den ligger i kommunen Chilón och delstaten Chiapas, i den sydöstra delen av landet, 800 km öster om huvudstaden Mexico City. Nueva Jerusalén ligger 1 076 meter över havet och antalet invånare är 240.
Terrängen runt Nueva Jerusalén är kuperad norrut, men söderut är den bergig. Runt Nueva Jerusalén är det glesbefolkat, med 16 invånare per kvadratkilometer. Närmaste större samhälle är Jol Sacún, 8,1 km norr om Nueva Jerusalén. I omgivningarna runt Nueva Jerusalén växer i huvudsak städsegrön lövskog.